# 전체관람가 (텔레비전 프로그램)
《전체관람가》는 2017년 10월 15일부터 12월 24일까지 JTBC에서 방영된 예능 프로그램이다.

## 출연자

### MC
- 윤종신
- 문소리
- 김구라

### 영화 감독
- 이명세
- 배종
- 정윤철
- 임필성
- 이경미
- 봉만대
- 창감독
- 양익준

## 같이 보기
- 방구석 1열